# ヴィルヘルム・ブル
ヴィルヘルム・ブル （Vilhelm Buhl 1881年10月16日 - 1954年12月18日）は、デンマークの政治家。ドイツによるデンマーク占領中の1942年5月4日から1942年11月9日まで、統一政府（第1次ヴィルヘルム・ブル内閣）のデンマークの首相を務めた。間にスカヴィーニウス内閣を挟んで、1945年5月5日から1945年11月7日まで、英国の陸軍元帥バーナード・モントゴメリーによるデンマークの解放後、統一政府（第2次ヴィルヘルム・ブル内閣）の長として再び首相を務めた。
ヴィルヘルム・ブルは、社会民主党の所属だった。彼はコペンハーゲン大学の法学部の学生の間に、社会民主党に参加した 。ブルは、1937年7月20日から1942年5月4日までトーヴァルト・スタウニングの内閣で財務大臣のポストを務めた。
ナチスドイツがデンマークを占領している間、トーヴァル・スタウニングは統一政府を創設した。トーヴァル・スタウニングが1942年5月に亡くなった時、彼の後を継いだ。クリスチャン10世がアドルフ・ヒトラーからの長い誕生日の電文に短い正式な返信を送った外交事件、テレグラム危機のために、この政府は6か月しか続かなかった。ヒトラーはこの侮辱に憤慨し、その結果、イーレク・スカヴィーニウスに取って代わられた。ヴェルナー・ベストは、新しいタフなナチスの司令官としてデンマークに送られた。
1945年5月5日にデンマークが解放された後、政治家とレジスタンスの闘士たちは、統一政府を形成した（第2次ブル内閣）。多くのデンマーク人は、戦争の開始時に支配していたドイツ人との協力の方針のために政治家に不満を持っていたため、レジスタンスの闘士が含まれていた。内閣の著名なメンバーには、アクセル・ラースン、ハンス・ヒズトフト、ハンス・クレスチャン・ハンスン、クヌーズ・クレステンスン、ジョン・クリスマス・ムラが含まれていた。社会政策では、政府は1945年8月の住宅義務法の成立を主宰し、低所得者に最初に空き家を確保すると同時に、厳格な家賃管理を確立するために、空き家の義務的割り当てを導入した。政府はまた、ドイツ人と協力した人々の裁判を主宰し、その結果、45人が処刑された。 1945年10月の選挙後、クヌーズ・クリステンセンが新首相に就任した。